# Klucz francuski

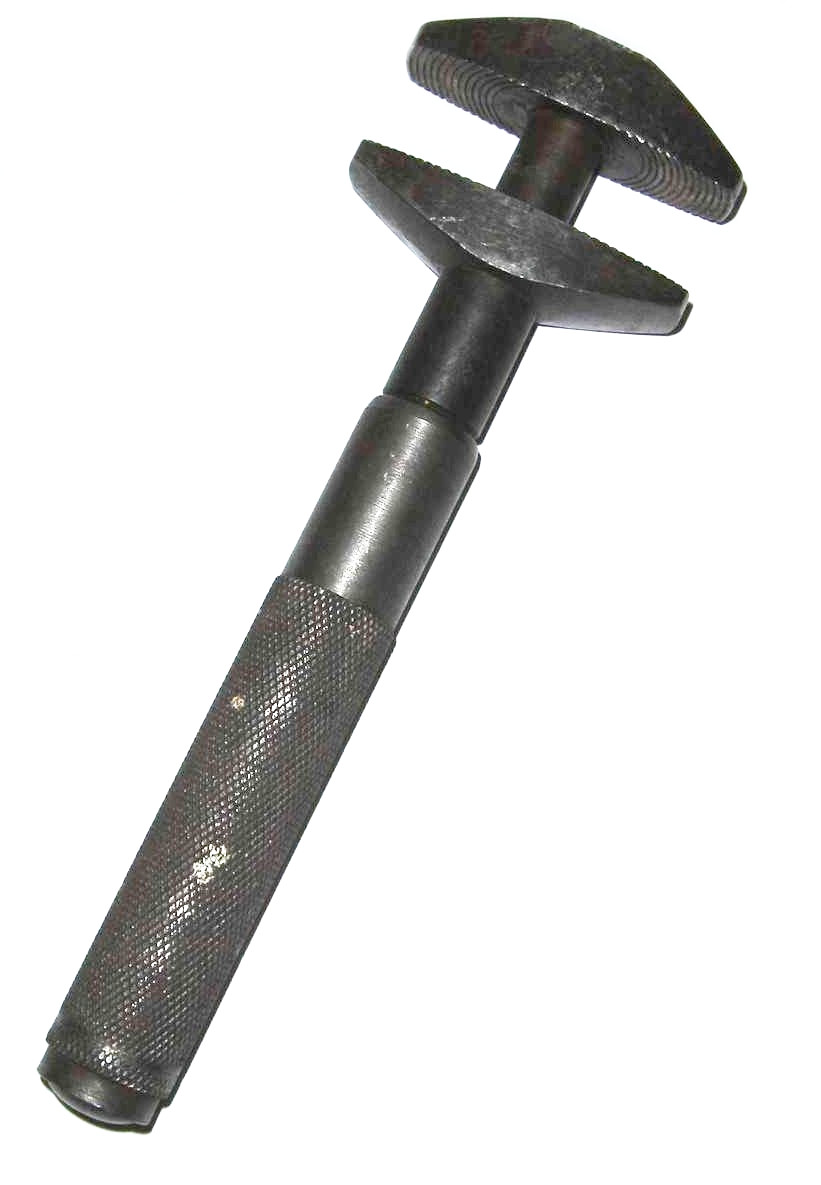
Klucz francuski

Klucz francuski (potocznie francuz) – klucz nastawny z wyglądu przypominający młotek. 
Ma obustronne szczęki, których rozwartość można regulować za pomocą pokręcanej rękojeści. Rękojeść ma postać nagwintowanej wewnątrz, a radełkowanej z zewnątrz tulei. Z wewnętrznym gwintem rękojeści współpracuje śruba bezpośrednio połączona z górnymi szczękami, które pod wpływem obrotów tulei przesuwają się, przez co klucz zmienia swoją rozwartość.
Kluczem francuskim bywają nazywane nieprawidłowo inne rodzaje kluczy nastawnych, na przykład klucz angielski. Klucz francuski został wynaleziony w połowie XIX wieku, prawdopodobnie przez dwóch angielskich inżynierów. Do Polski trafił przez Francję i dlatego nazwano go kluczem francuskim.